# تکه‌ای کوچک از عشق
«تکه ای کوچک از عشق» ترانه‌ای از هنرمند اهل کلمبیا شکیرا است. این ترانه از آلبوم اول شکیرا با نام پابرهنه (آلبوم شکیرا) می باشد.